# Perdita fuscipes
Perdita fuscipes är en biart som beskrevs av Timberlake 1968. Perdita fuscipes ingår i släktet Perdita och familjen grävbin. Inga underarter finns listade i Catalogue of Life.